# Keele Street

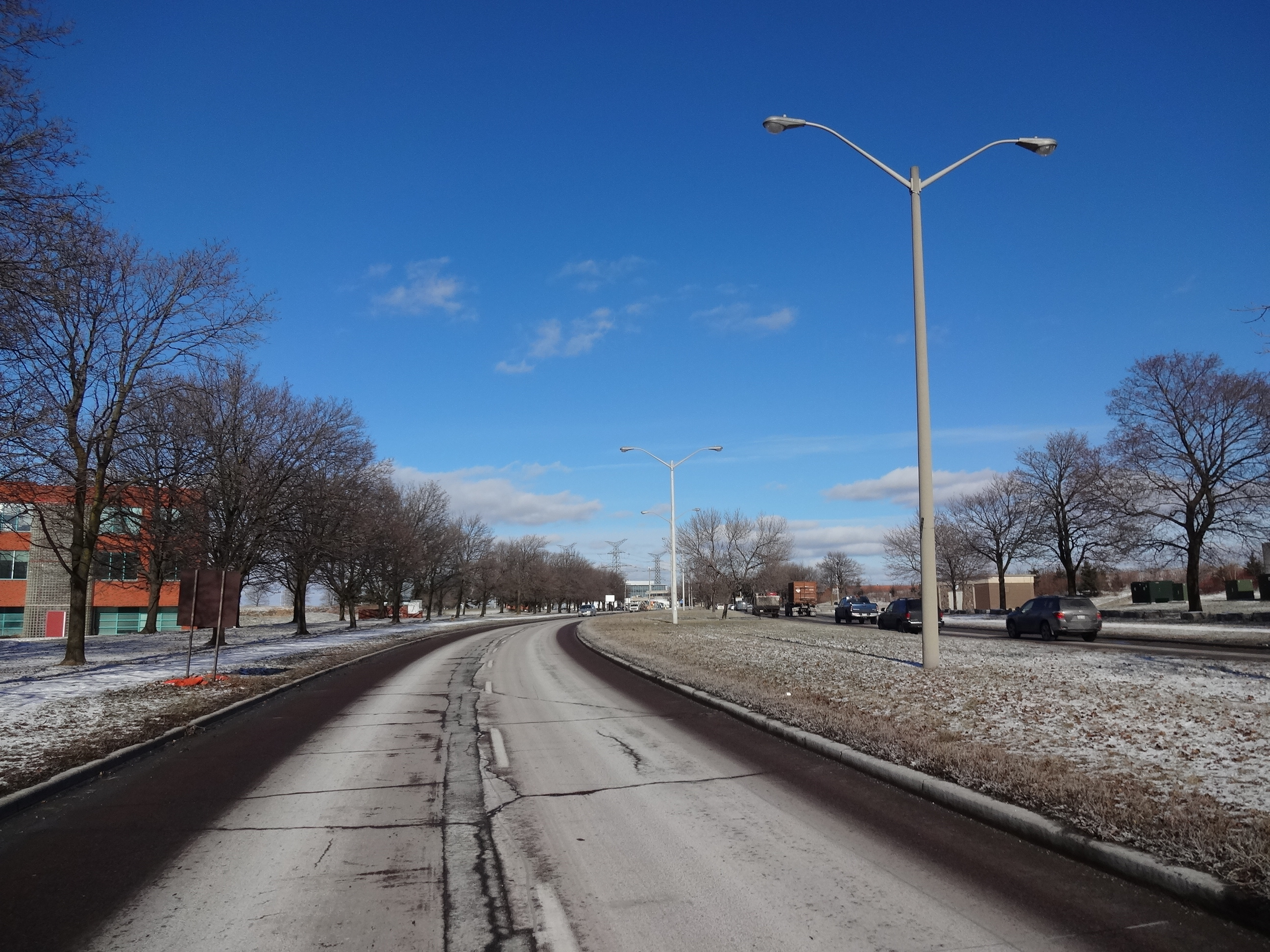
Keele Street

Keele Street é uma rua que corta a cidade de Toronto no sentido norte-sul.
A rua dá nome ao campus Keele da York University.